# Kakunoshin Ohta
Kakunoshin Ohta (Japans: 太田格之進, Ohta Kakunoshin, Kyoto, 22 juni 1999) is een Japans autocoureur.

## Carrière
In 2018 maakte Ohta zijn debuut in het formuleracing in het Japanse Formule 4-kampioenschap, waarin hij voor het team MYST uitkwam tijdens een raceweekend op de Fuji Speedway. In 2019 reed hij voor het team Honda Formula Dream Project een volledig seizoen in deze klasse. Hij behaalde zijn eerste podiumplaats op Fuji, voordat hij in het weekend op de Suzuka International Racing Course beide races won. In de rest van het seizoen behaalde hij nog een podiumplaats op Autopolis. Met 125 punten werd hij zesde in het klassement. Tevens reed hij dat jaar ook in een raceweekend van het Franse Formule 4-kampioenschap als gastcoureur op het Circuit de Nevers Magny-Cours en behaalde hierin een podiumfinish.
In 2020 reed Ohta in drie van de vier raceweekenden van de Japanse Formule 4 bij het team Vegaplus. Hij stond op Suzuka tweemaal op het podium en hij werd met 68 punten zevende in de eindstand. In 2021 keerde hij binnen de klasse terug naar Honda Formula Dream Project. Hij behaalde zes podiumplaatsen: vier op de Twin Ring Motegi en twee op Suzuka. Met 150 punten werd hij vijfde in het kampioenschap. Dat jaar reed hij ook in een raceweekend van het Formula Regional Japanese Championship op het Sportsland SUGO bij het team Rn-sports en eindigde de races als vierde en derde.
In 2022 stapte Ohta over naar de Super Formula Lights, waarin hij uitkwam voor het team Toda Racing. Ook reed hij dat jaar in de GT300-klasse van de Super GT voor het Team UpGarage. In de Super Formula Lights won hij vier races: twee op het Okayama International Circuit en een op zowel Suzuka als Autopolis. Daarnaast behaalde hij nog acht podiumplaatsen. Met 108 punten werd hij achter Kazuto Kotaka tweede in het eindklassement. In de Super GT deelde hij een Honda NSX GT3 Evo22 met Takashi Kobayashi. Het duo stond tweemaal op het podium op Okayama en Fuji en werd zodoende achtste met 34 punten.
In 2023 debuteert Ohta in de Super Formula bij het Docomo Team Dandelion Racing.